# Diócesis de Alindao
La diócesis de Alindao (en latín: Dioecesis Alindaoensis y en francés: Diocèse de Alindao) es una circunscripción eclesiástica de la Iglesia católica en la República Centroafricana. Se trata de una diócesis latina, sufragánea de la arquidiócesis de Bangui. Desde el 19 de marzo de 2014 su obispo es Cyr-Nestor Yapaupa.

## Territorio y organización
La diócesis tiene 17 604 km² y extiende su jurisdicción sobre los fieles católicos de rito latino residentes en la prefectura de Basse-Kotto.
La sede de la diócesis se encuentra en la ciudad de Alindao, en donde se halla la Catedral del Sagrado Corazón.
En 2020 en la diócesis existían 5 parroquias.

## Historia
La diócesis fue erigida el 18 de diciembre de 2004 con la bula Quadraginta per annos del papa Juan Pablo II, obteniendo el territorio de la diócesis de Bangassou. Su primer obispo fue el alemán Peter Marzinkowski.

## Estadísticas
Según el Anuario Pontificio 2021 la diócesis tenía a fines de 2020 un total de 113 370 fieles bautizados.
| Año                                                                             | Población            | Población | Población      | Sacerdotes | Sacerdotes    | Sacerdotes    | Bautizados por sacerdote | Diáconos permanentes | Religiosos | Religiosos | Parroquias |
| Año                                                                             | Bautizados católicos | Total     | % de católicos | Total      | Clero secular | Clero regular | Bautizados por sacerdote | Diáconos permanentes | Varones    | Mujeres    | Parroquias |
| ------------------------------------------------------------------------------- | -------------------- | --------- | -------------- | ---------- | ------------- | ------------- | ------------------------ | -------------------- | ---------- | ---------- | ---------- |
| 2004                                                                            | 38 000               | 160 000   | 23.8           | 15         | 13            | 2             | 2533                     |                      | 4          | 12         | 5          |
| 2006                                                                            | 39 214               | 162 000   | 24.2           | 11         | 9             | 2             | 3564                     |                      | 4          | 12         | 5          |
| 2012                                                                            | 64 242               | 181 500   | 35.4           | 13         | 12            | 1             | 4941                     |                      | 1          | 11         | 5          |
| 2015                                                                            | 103 786              | 190 000   | 54.6           | 13         | 12            | 1             | 7983                     |                      | 1          |            | 5          |
| 2018                                                                            | 109 000              | 284 300   | 38.3           | 11         | 10            | 1             | 9909                     |                      | 2          |            | 5          |
| 2020                                                                            | 113 370              | 296 360   | 38.3           | 10         | 8             | 2             | 11 337                   |                      | 2          | 3          | 5          |
| Fuente: Catholic-Hierarchy, que a su vez toma los datos del Anuario Pontificio. |                      |           |                |            |               |               |                          |                      |            |            |            |

## Episcopologio
- Peter Marzinkowski, C.S.Sp. (18 de diciembre de 2004-19 de marzo de 2014 retirado)
- Cyr-Nestor Yapaupa, por sucesión el 19 de marzo de '2014